# Уикиданни
Уикиданни (на английски: Wikidata) е уики проект – база знания създадена от Фондация Уикимедия. Съдържанието е свободно и подобно на повечето проекти на фондацията е достъпно под лицензи „Криейтив Комънс – Признание – Споделяне на споделеното“ (CC-BY-SA) и обществено достояние (CC0).
Уикиданни е свободна, създадена съвместно от потребителите, многоезична вторична база данни, събираща структурирана информация за Уикипедия, Общомедия, другите проекти на Уикимедия, както и за други проекти. По-конкретно това означава:
1. Свободна. Данните в Уикиданни са публикувани под свободен лиценз, който позволява използването им по много различни начини.
2. Създадена съвместно от потребителите. Данните в Уикиданни се въвеждат и поддържат от редакторите, които сами избират правилата за създаване на съдържание и управление на Уикиданни. Ботове също могат да въвеждат данни в Уикиданни.
3. Многоезична. Редактирането, използването, разглеждането и повторното използване на данни е изцяло многоезично. Данните, въведени на независимо кой език, стават веднага достъпни на всички други езици; възможно е и се поощрява редактирането на всеки един език.
4. Вторична база данни. Уикиданни може да съдържа не само записи, но и техните източници, като по този начин отразява наличното многообразие от знания и подпомага осъществяването на проверяемост.
5. Събираща структурирана информация. За разлика от Общомедия, в която се събират медийни файлове, и от Уикипедиите, които съдържат енциклопедични статии, Уикиданни събира данни в ясно структурирана форма. Това позволява тяхното лесно повторно използване в проектите на Уикимедия и на трети страни и улеснява компютрите при обработката и „разбирането“ ѝ.
6. За проектите на Уикимедия Уикиданни предоставя на Уикипедия инструмент за по-лесна поддръжка на междуезиковите препратки и инфокутиите, като така намалява натоварването върху редакторите в Уикипедия и подобрява нейното качество. Подобренията и актуализациите, направени в Уикиданни, се отразяват едновременно в съответните статии на всички езици.
7. А и за други проекти. Уикиданни може да се използва и за огромен брой различни външни услуги.